# Dactilomancia

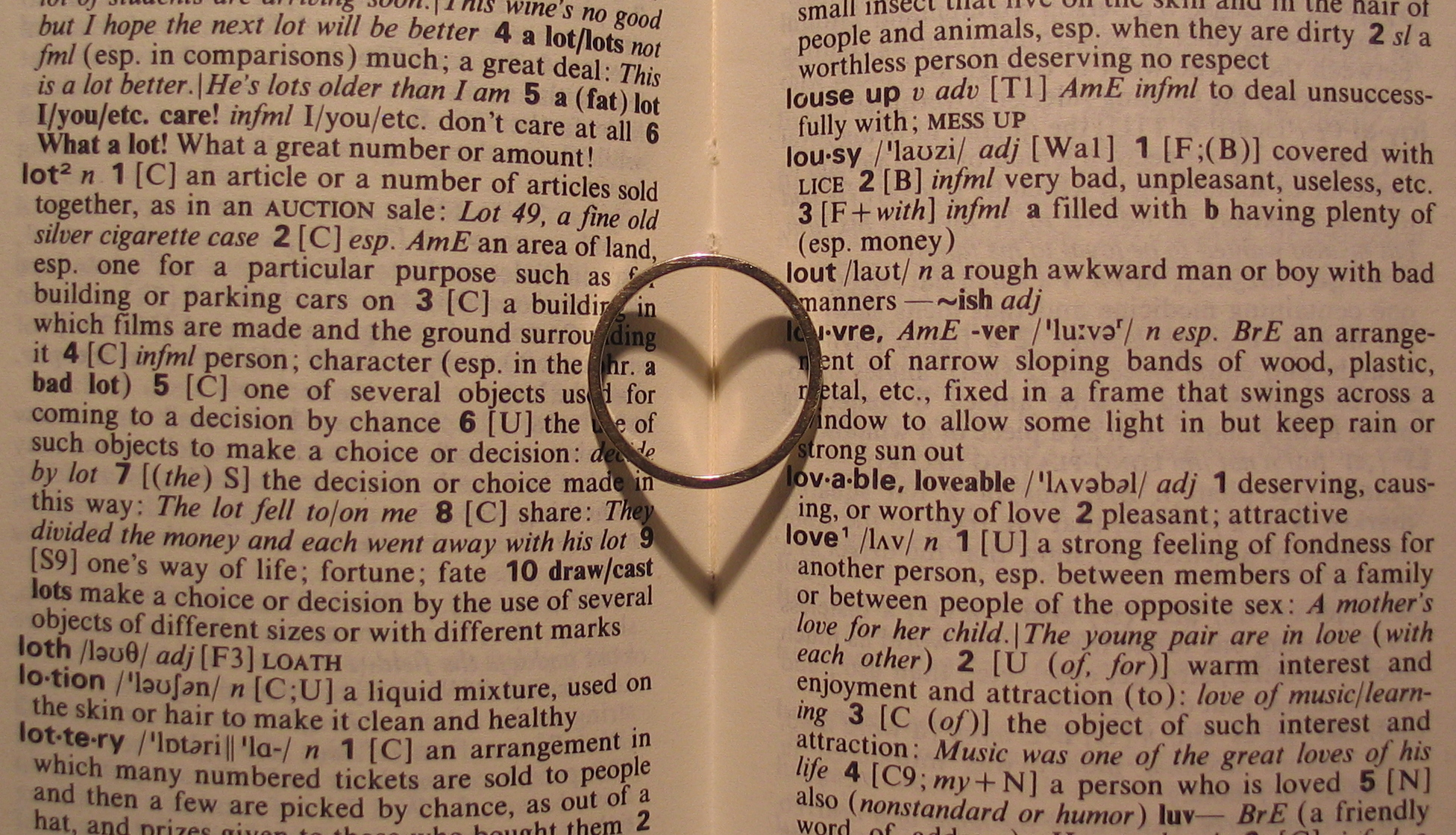
Un anillo de oro, metal que en algunas variantes de dactilomancia se asociaba con el domingo.

Dactilomancia (palabra que procede del griego: δακτυλος o dactilos, que significa dedo) es una forma de adivinación mediante la que se pretende hacer predicciones utilizando un anillo pendiente de un hilo que se coloca sobre una mesa donde están escritas las letras del alfabeto. El anillo se sostiene sobre la mesa a modo de péndulo y al oscilar va señalando las diferentes letras que al unirse forman la palabra que se supone responderá a la duda planteada. Existen referencias de que también se ha utilizado una especie de tablero con letras y símbolos, similar a la tabla ouija, sobre el cual se suspendía el anillo.
El historiador romano Amiano Marcelino, menciona en sus escritos que cuando los pueblos quisieron conocer quien sucedería al emperador Valente se utilizó una variante de la dactilomancia. El anillo señaló las letras, Th , E, O, D, que son las letras con las que inicia el nombre de Teodosio, que sería el sucesor de Valente.